# گاهی
گاهی، روستایی است از توابع بخش دلوار در شهرستان تنگستان استان بوشهر ایران.

## جمعیت و مشخصات
این روستا در دهستان بوالخیر قرار داشته و بر اساس سرشماری سال ۱۳۸۵ جمعیت آن ۵۴۰نفر (۱۲۰خانوار) بوده‌است.
پیشینه و محدوده:

روستای گاهی یکی از قدیمی‌ترین روستاهای استان بوده و در قدیم به پگاهی معروف بوده‌است.
این روستا واقع در استان بوشهر و 60 کیلومتری شهر بوشهر و منطقهٔ ساحلی خلیج فارس واقع شده و آب و هوای نیمه بیابانی گرم دارد.
مردم و اشتغال:

مردمانی خونگرم و مهمان نواز می‌باشند.همگی شیعه و به زبان فارسی گویش محلی تنگسیری تکلم دارند.
با توجه به همسایگی این روستا به دریا اکثر مردم از راه دریا (صیادی و تجارت) امرارمعاش می‌کنند.لنج‌سازی نیز از مشاغل مردان این روستا می‌باشد.